# Cytaea rai
Cytaea rai là một loài nhện trong họ Salticidae.
Loài này thuộc chi Cytaea. Cytaea rai được Berry, Joseph A miêu tả năm 1998. Beatty & Jerzy Prószyński.